# Veckring
Veckring település Franciaországban, Moselle megyében. Lakosainak száma 651 fő (2022. január 1.). Veckring Buding, Budling, Kemplich, Klang, Monneren és Oudrenne községekkel határos.